# Feuchtgebiet 'Am Weißen Damm'
Feuchtgebiet 'Am Weißen Damm' este o arie protejată (arie specială de conservare — SAC, sit de importanță comunitară — SCI) din Germania întinsă pe o suprafață de 20,4 ha, integral pe uscat.

## Localizare
Centrul sitului Feuchtgebiet 'Am Weißen Damm' este situat la coordonatele 52°24′06″N 9°27′04″E / 52.4017°N 9.4511°E.

## Înființare
Situl Feuchtgebiet 'Am Weißen Damm' a fost declarat sit de importanță comunitară în ianuarie 2005 pentru a proteja un număr necunoscut de specii din flora spontană și fauna sălbatică aflate în arealul zonei. Situl a fost protejat și ca arie specială de conservare în iunie 2016.

## Biodiversitate
Situată în ecoregiunea atlantică, aria protejată conține 2 habitate naturale: Ape puternic oligomezotrofe cu vegetație bentonică cu Chara spp., Mlaștini calcaroase cu Cladium mariscus și specii de Caricion davallianae.
La baza desemnării sitului se află un număr nedeclarat de specii protejate.
Pe lângă speciile protejate, pe teritoriul sitului au mai fost identificate 1 specie de plante.